# Běh na 3000 metrů překážek
3000 metrů překážek neboli steeplechase je atletická disciplína zařazená do programu olympijských her.

## Současní světoví rekordmani

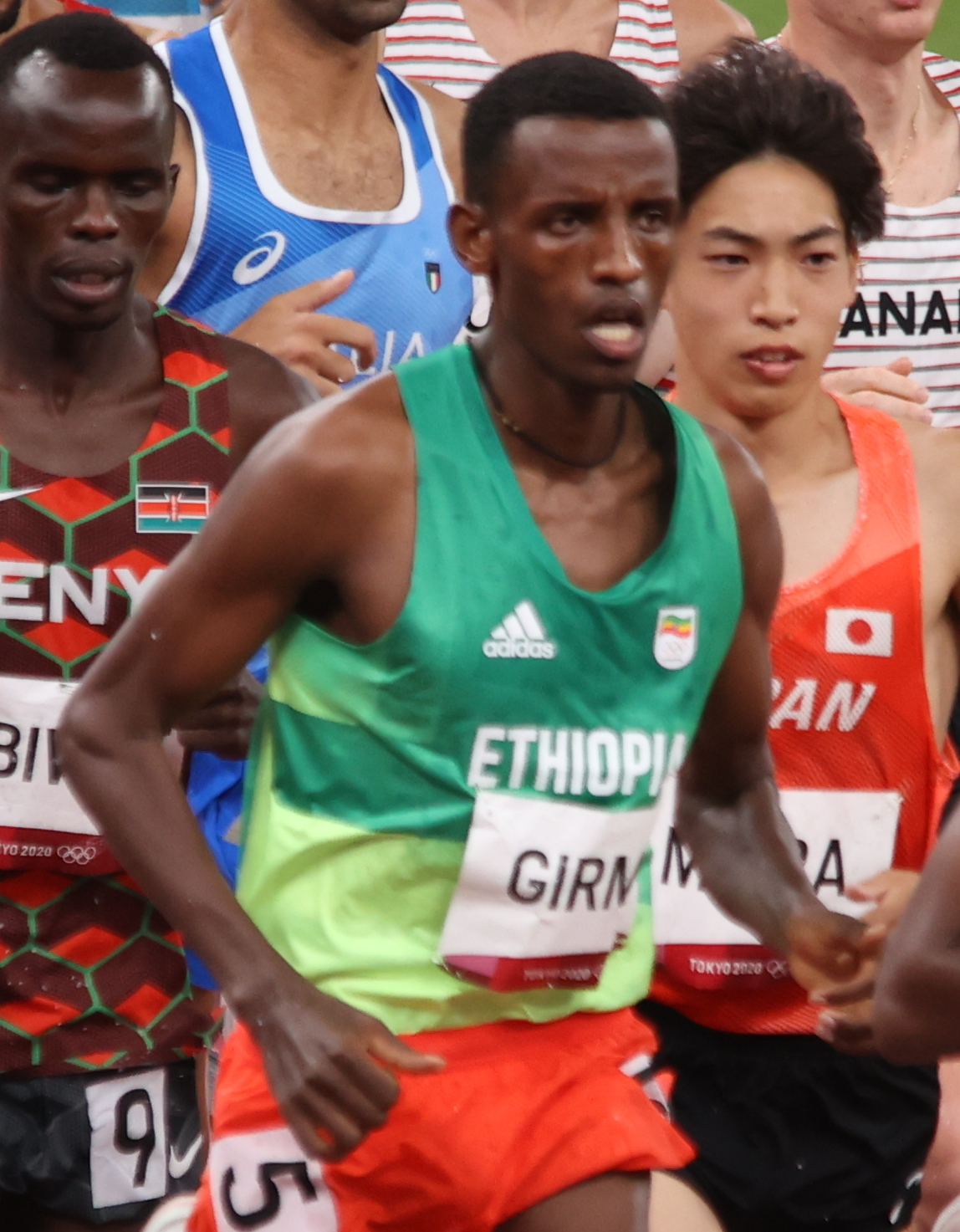
Muži – Lamecha Girma 7:52,11 min.
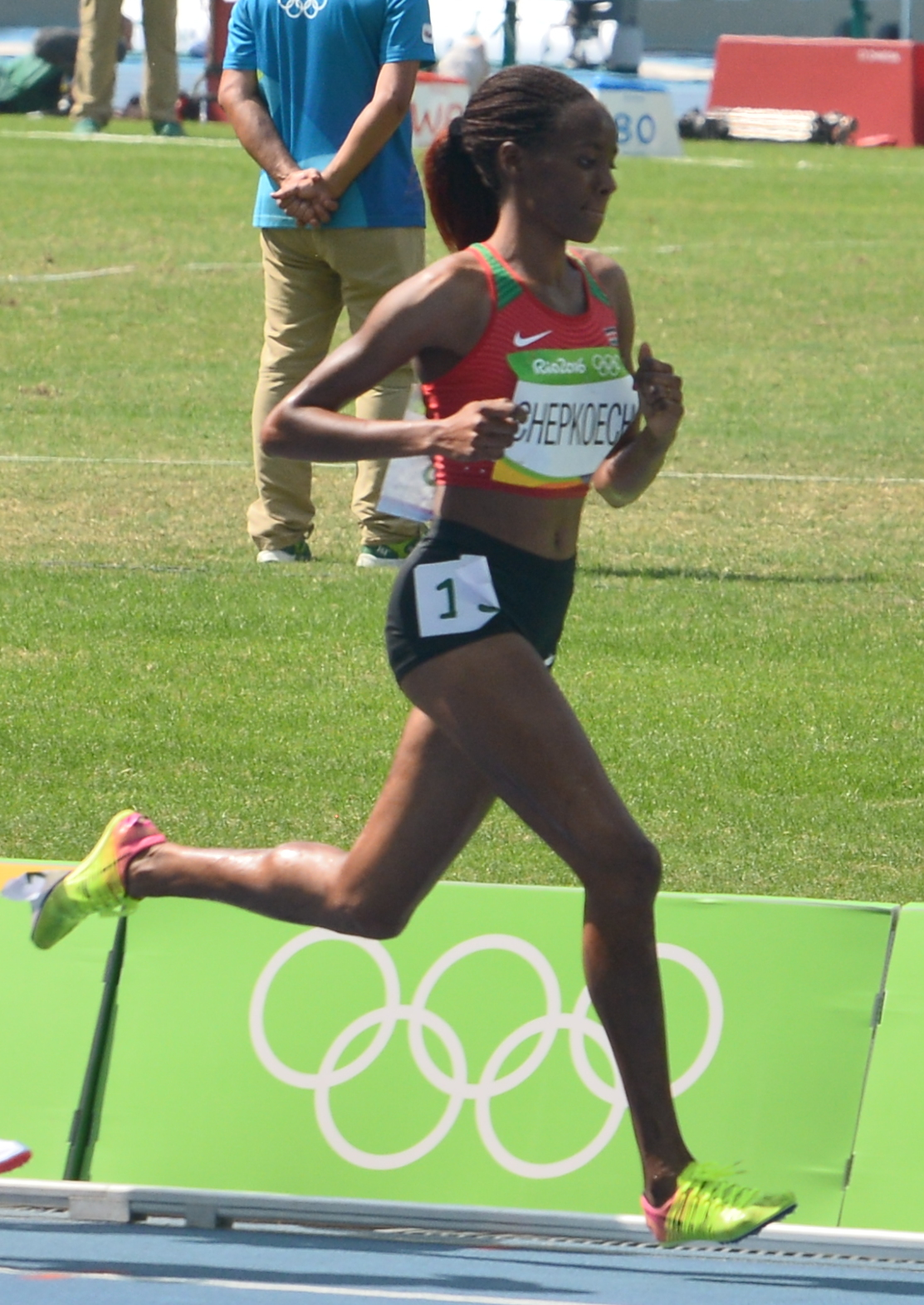
Ženy – Beatrice Chepkoechová 8:44,32 min.

## Současné rekordy – dráha
| Muži              |           |                |         |        |               |
| Rekord            | Čas (min) | Atlet          | Stát    | Město  | Datum rekordu |
| Světový rekord    | 7:52,11   | Lamecha Girma  | Etiopie | Paříž  | 9. 6. 2023    |
| Olympijský rekord | 8:05,51   | Julius Kariuki | Keňa    | Soul   | 30. 9. 1988   |
| Rekord MS         | 8:00,43   | Ezekiel Kemboi | Keňa    | Berlín | 18. 8. 2009   |
| Český rekord      | 8:22,68   | Tomáš Habarta  | Česko   | Chořov | 18. 5. 2024   |

| Ženy              |           |                       |            |          |               |
| Rekord            | Čas (min) | Atletka               | Stát       | Město    | Datum rekordu |
| Světový rekord    | 8:44,32   | Beatrice Chepkoechová | Keňa       | Monako   | 20. 7. 2018   |
| Olympijský rekord | 8:58,81   | Gulnara Samitovová    | Rusko      | Peking   | 17. 8. 2008   |
| Rekord MS         | 8:53,02   | Norah Jerutová        | Kazachstán | Eugene   | 21. 7. 2022   |
| Český rekord      | 9:41,85   | Marcela Lustigová     | Česko      | Budapešť | 19. 6. 2010   |

## Současné rekordy podle kontinentů
| Rekord                            | Kategorie | Výkon (min.) | Atlet                       | Stát        | Město         | Datum       |
| --------------------------------- | --------- | ------------ | --------------------------- | ----------- | ------------- | ----------- |
| Afrika                            | Muži      | 7:52,11      | Lamecha Girma               | Etiopie     | Paříž         | 6. 9. 2023  |
| Afrika                            | Ženy      | 8:44,32      | Beatrice Chepkoechová       | Keňa        | Monako        | 20. 7. 2018 |
| Asie                              | Muži      | 7:53,63      | Sajf Saíd Šáhín             | Katar       | Brusel        | 3. 9. 2004  |
| Asie                              | Ženy      | 8:52,78      | Ruth Jebetová               | Katar       | Paříž         | 27. 8. 2016 |
| Evropa                            | Muži      | 8:00,09      | Mahiedine Mekhissi-Benabbad | Francie     | Paříž         | 6. 7. 2013  |
| Evropa                            | Ženy      | 8:58,81      | Gulnara Samitovová          | Rusko       | Peking        | 17. 8. 2008 |
| Severní a střední Amerika         | Muži      | 8:00,45      | Evan Jager                  | USA         | Paříž         | 4. 7. 2015  |
| Severní a střední Amerika         | Ženy      | 8:57,77      | Courtney Frerichsová        | USA         | Eugene        | 21. 8. 2021 |
| Oceánie                           | Muži      | 8:14,05      | Peter Renner                | Nový Zéland | Koblenz       | 29. 8. 1984 |
| Oceánie                           | Ženy      | 9:14,28      | Genevieve Gregsonová        | Austrálie   | Paříž         | 27. 8. 2016 |
| Jižní Amerika                     | Muži      | 8:14,41      | Wander do Prado Moura       | Brazílie    | Mar del Plata | 22. 3. 1995 |
| Jižní Amerika                     | Ženy      | 9:24,38      | Tatiane Raquel da Silva     | Brazílie    | Watford       | 11. 6. 2022 |
| Muži na iaaf.org Ženy na iaaf.org |           |              |                             |             |               |             |

## Top 10 atletů

### Ženy – dráha
| Pořadí           | Výkon (min.) | Atletka                        | Místo  | Datum       |
| ---------------- | ------------ | ------------------------------ | ------ | ----------- |
| 1                | 8: 44,32     | Beatrice Chepkoechová          | Monako | 20. 7. 2018 |
| 2                | 8: 52,78     | Ruth Jebetová                  | Paříž  | 27. 8. 2016 |
| 3                | 8: 58,78     | Celliphine Chepteek Chespolová | Eugene | 26. 5. 2017 |
| 4                | 8: 58,81     | Gulnara Galkinová              | Peking | 17. 8. 2008 |
| 5                | 8: 59,62     | Norah Jerutoová                | Brusel | 31. 8. 2018 |
| 6                | 9: 00.01     | Hyvin Kyiengová Jepkemoiová    | Eugene | 28. 5. 2016 |
| 7                | 9: 00,85     | Courtney Frerichsová           | Monako | 20. 7. 2018 |
| 8                | 9: 02,58     | Emma Coburnová                 | Londýn | 11. 8. 2017 |
| 9                | 9: 05,36     | Habiba Ghribiová               | Brusel | 11. 9. 2015 |
| 10               | 9: 06,57     | Jekatěrina Volkovová           | Osaka  | 27. 8. 2007 |
| Ženy na iaaf.org |              |                                |        |             |

### Muži – dráha
| Pořadí           | Výkon (min.) | Atlet               | Místo           | Datum       |
| ---------------- | ------------ | ------------------- | --------------- | ----------- |
| 1.               | 7: 53,63     | Sajf Saíd Šáhín     | Brusel          | 3. 9. 2004  |
| 2.               | 7: 53,64     | Brimin Kipruto      | Fontvieille     | 22. 7. 2011 |
| 3.               | 7: 54,31     | Paul Kipsiele Koech | Řím             | 31. 5. 2012 |
| 4.               | 7: 55,28     | Brahim Boulami      | Brusel          | 24. 8. 2001 |
| 5.               | 7: 55,72     | Bernard Barmasai    | Kolín nad Rýnem | 24. 8. 1997 |
| 6.               | 7: 55,76     | Ezekiel Kemboi      | Fontvieille     | 22. 8. 2011 |
| 7.               | 7: 56,16     | Moses Kiptanui      | Kolín nad Rýnem | 24. 8. 1997 |
| 8.               | 7: 56,68     | Soufiane El Bakkali | Rabat           | 28. 5. 2023 |
| 9.               | 7: 56,81     | Richard Mateelong   | Dauhá           | 11. 5. 2012 |
| 10.              | 7: 57,29     | Reuben Kosgei       | Brusel          | 24. 8. 2001 |
| Muži na iaaf.org |              |                     |                 |             |

## Pravidla

### Rozmístění překážek
V závodě musí závodník překonat 28 pevných překážek a 7 překážek s vodním příkopem (umístěn je obvykle uvnitř, zřídka vně běžecké dráhy). Při steeplechase musí být v každém úplném kole překonáno 5 překážek, z nichž vodní příkop je čtvrtou v pořadí. Překážky musí být po trati rovnoměrně rozmístěny, tzn. že vzdálenost mezi nimi je přibližně jedna pětina jmenovité délky jednoho kola (standardně 400 metrů). V závodě na 3000 m se úsek od startu k počátku prvního úplného kola musí běžet bez překážek, které musí být odstraněny, dokud všichni závodníci do tohoto kola nevběhnou.

### Překážka

Schéma překážky

Na dráze je umístěno 5 překážek vysokých 91,4 cm pro mužský závod (ženy mají překážky vysoké 76,2 cm) a dlouhých nejméně 394 cm, z nichž jedna je s vodním příkopem. Šířka a výška horního břevna překážky je 12,7 cm. Překážka na vodním příkopu je široká 366 cm a musím být pevně zakotvena v zemi, že není možný jakýkoliv její horizontální posun. Horní břevno každé překážky musí být opatřeno pruhy v bílé a černé barvě nebo v jiných výrazně odlišných barvách, a to tak, že světlejší pruhy, široké alespoň 225 mm, jsou na okrajích. Hmotnost každé překážky musí být v rozmezí 80 až 100 kg a každá překážka musí mít na každé straně základnu širokou 1,20 až 1,40 m. Překážka musí být na drahách umístěna tak, že 0,30 m délky horního břevna, měřeno od vnitřního okraje, zasahuje do vnitřního prostoru pole. Doporučuje se, aby první překážka v závodě byla široká alespoň 5 m. Překážka, na rozdíl od překážek pro překážkové běhy na 100, 110 a 400 metrů, nejde shodit, ale běžec zato na ni může při překonávání stoupnout chodidlem.

### Vodní příkop
Vodní příkop, včetně překážky, musí být 3,66 m (±2 cm) dlouhý a 3,66 m (±2 cm) široký. Dno vodního příkopu musí být pokryto umělým povrchem nebo rohoží dostatečné tloušťky, zaručující bezpečný dopad běžců a poskytující dostatečnou oporu běžecké obuvi. Na začátku závodu musí být hladina vody v úrovni povrchu dráhy s odchylkou 2 cm. Hloubka vody na straně překážky musí být 0,70 m do vzdálenosti 0,30 m od překážky. Od tohoto místa musí dno plynule stoupat až na úroveň dráhy na opačném konci příkopu.

### Způsoby překonávání překážky
Každý závodník musí překonat (přeskočit nebo přebrodit) vodní příkop. Závodník bude diskvalifikován, pokud:
- nepřekoná kteroukoliv překážku
- některou překážku oběhne
- při překonávání překážky vede chodidlo nebo nohu pod vodorovnou úrovní horní hrany překážky

Je-li toto pravidlo dodrženo, může závodník překonat překážku jakýmkoliv způsobem.

## Zajímavosti
Při aktálním světovém rekordu v mužské kategorii (7:52,11 min.) běžel Lamecha Girma průměrnou rychlostí 6,354 m/s (22,88 km/h), každý kilometr trati zvládl v průměru za 2:37,37 min. V ženské kategorii (8:44,32 min.) běžela Beatrice Chepkoechová průměrnou rychlostí 5,722 m/s (20,60 km/h). Každý kilometr trati běžela průměrně za 2:54,77 min.